# Candon

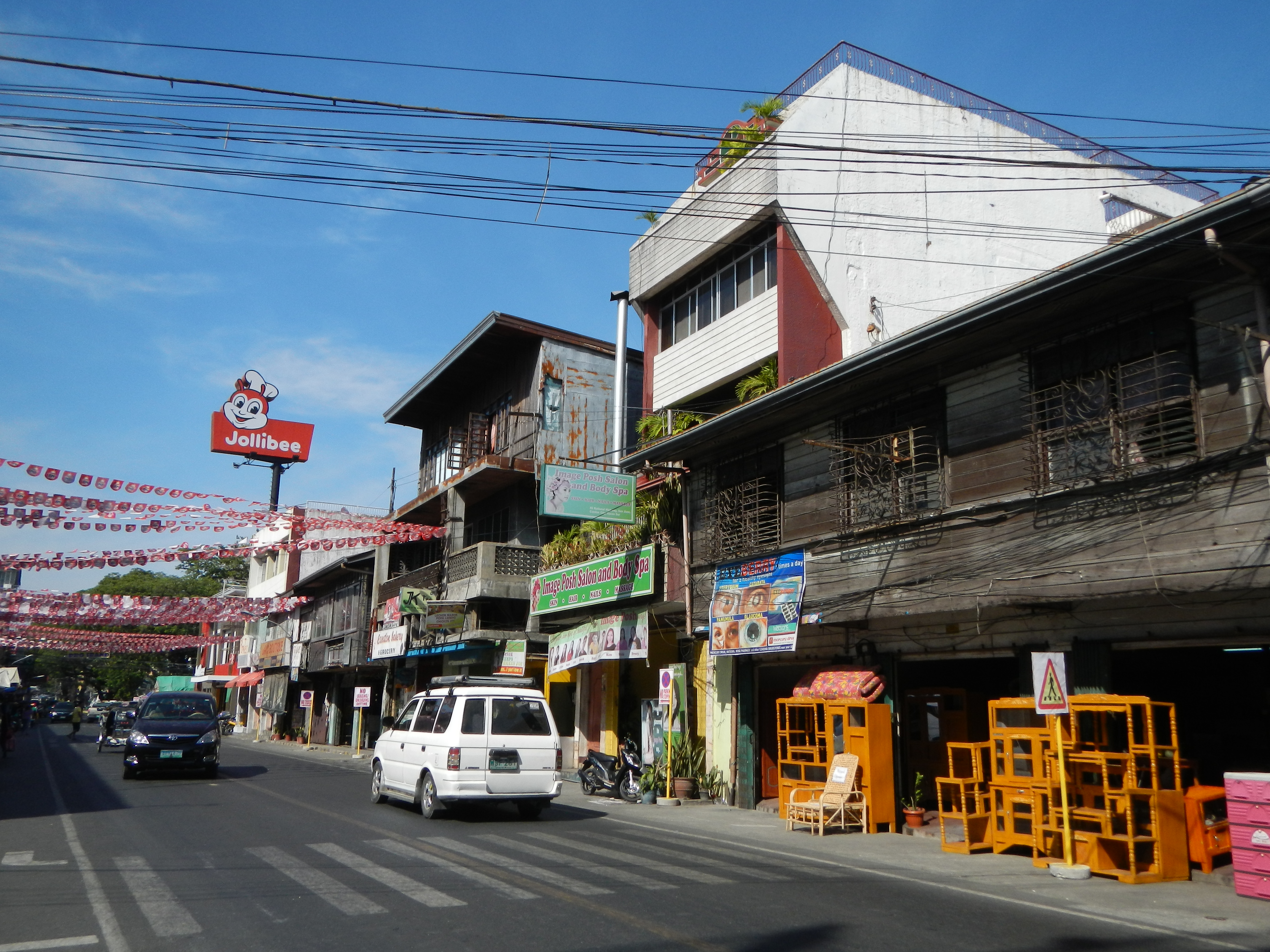
Centre ville de Candon

Candon est une ville de 4e classe située dans la province d'Ilocos Sur aux Philippines. Selon le recensement de 2010 elle est peuplée de 57 884 habitants.

## Barangays
Candon est divisée en 42 barangays.
- Allangagigan-1er
- Allangagigan-2e
- Amguid
- Ayudante
- Bagani-Campo
- Bagani-Gabor
- Bagani-Tocgo
- Bagani-Ubog
- Bagar
- Balingaoan
- Bugnay
- Calao-an
- Calongbuyan
- Caterman
- Cubcubbuot
- Darapidap
- Langlangca-1er
- Langlangca-2e
- Oaig-Daya
- Palacapac
- Paras
- Parioc-1er
- Parioc-2e
- Patpata-1er
- Patpata-2e
- Paypayad
- Salvador-1er
- Salvador-2e
- San Agustin
- San Andres
- San Antonio
- San Isidro
- San Jose
- San Juan
- San Nicolas
- San Pedro
- Santo Tomas
- Tablac
- Talogtog
- Tamurong-1er
- Tamurong-2e
- Villarica